# Флора Рита Шрайбер
Флора Рита Шрайбер (24 апреля 1918 – 3 ноября 1988) – американская журналистка, автор бестселлера Сивилла, вышедшего в 1973 году. В книге описана история женщины, (позже известной как Ширли Арделл Мейсон) страдавшей диссоциативным расстройством идентичности и имевшей 16 различных личностей. Так как Мэйсон настаивала на защите своей конфиденциальности, Шрайбер дала ей псевдоним "Сивилла Изабел Дорсетт".
В течение многих лет Шрайбер была преподавателем английского языка в Колледже уголовного права Джона Джея. Позже она написала книгу Сапожник, описывающую реальную историю массового убийцы, больного шизофренией.
Записи Шрайбер хранятся в специальных коллекциях Библиотеки Ллойда Сили в Колледже Джона Джея. Эта коллекция представляет собой подробное описание её жизни и карьеры.

## Избранная библиография
- Шрайбер Ф. Р., Персичетти В., Шуман У. (1954). Уильям Шуман. Г. Ширмер: Нью-Йорк.
- Шрайбер Ф. Р. (1956). Речь вашего ребенка: Практическое руководство для родителей в течение первых пяти лет. Нью-Йорк: Путнэм.
- Шрайбер Ф. Р. (1973). Сивилла. Чикаго: Регнери.
- Шрайбер Ф. Р. (1983). Сапожник: анатомия психоза. Нью-Йорк: Саймон и Шустер.